# Xã Pulawski, Michigan
Xã Pulawski (tiếng Anh: Pulawski Township) là một xã thuộc quận Presque Isle, tiểu bang Michigan, Hoa Kỳ. Năm 2010, dân số của xã này là 343 người.